# Újbuda FC
Az Újbuda Futball Club, egy 2007-ben alapított magyar labdarúgóklub. Székhelye Budapest XI. kerületében található. 2008-ban a Tatai HAC jogán indult az NB3-ban, 2015-ben egyesült a Budafoki LC csapatával, majd egy év elteltével annak második csapata lett.

## Sikerek
NBIII
- Bronzérmes: 2010-11

## Híres játékosok
- Bognár István
- Stieber András
- Székely György